# Charles Maurand
Charles Maurand est un graveur sur bois français (Paris, 3 avril 1824 - 25 juin 1904).

## Parcours

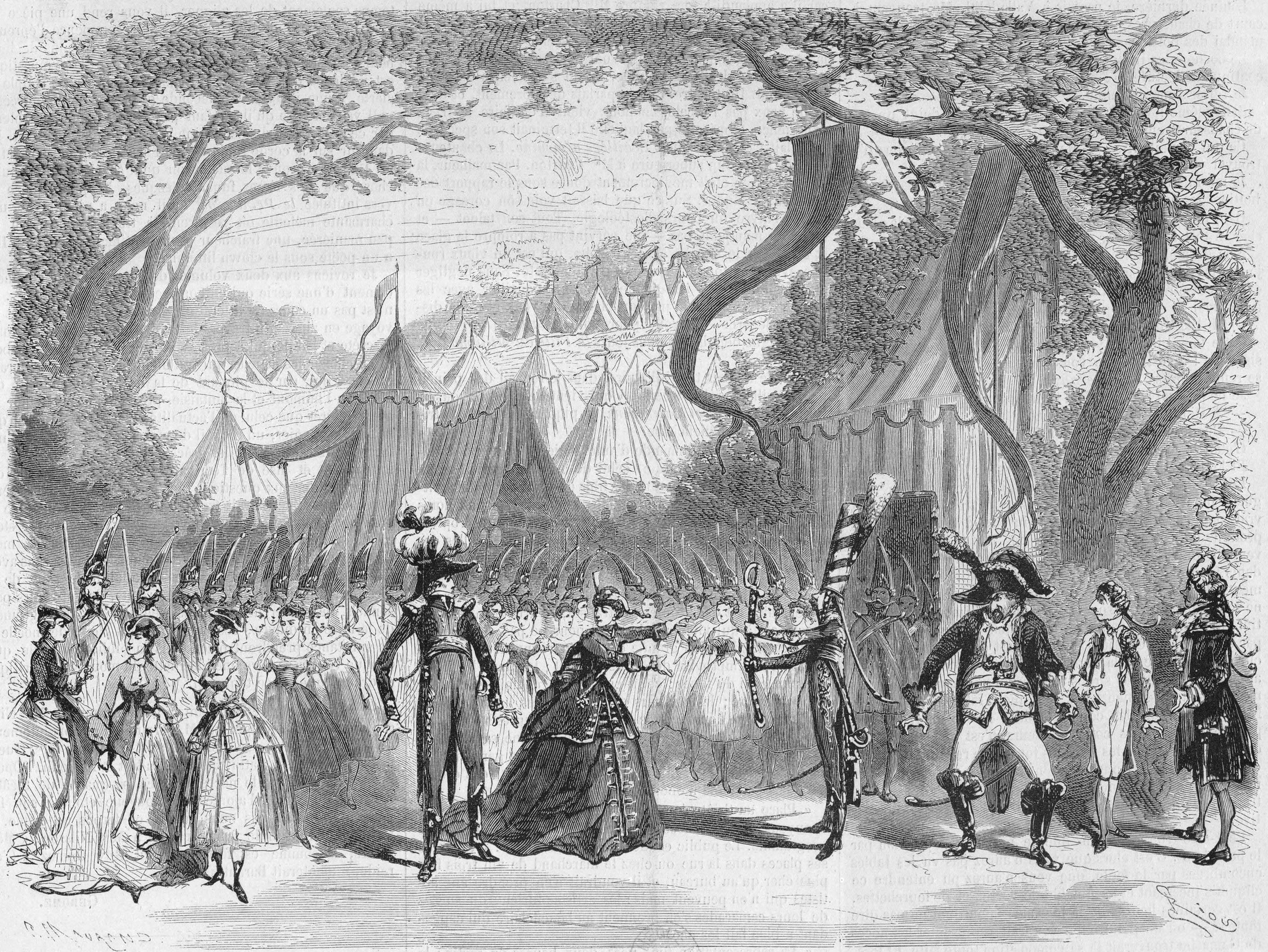
Gravure pour la représentation de La Grande-duchesse de Gérolstein, d'après un dessin d’Édouard Riou, et publiée dans L'Univers illustré (1867).

D'après Bellier et Auvray, Charles Maurand fut l'élève d'Eugène Guillaumot (1813–1869). Il travailla une grande partie de sa vie sur Paris (1842–89) la gravure du bois mais aussi du métal.
Il expose au Salon entre 1863 et 1881.
De 1870 à 1874, il grave pour l'Institut monétaire, les billets de 20 francs bleu, 20 francs bleu-bistre et 25 francs bleu, d'après des dessins de Camille Chazal.
Il part aux États-Unis vers 1873, et au moins jusqu'en 1882, pour y travailler.
Collaborant à de nombreux ouvrages (dont ceux de Jules Verne), il excelle à reproduire les œuvres de Gustave Doré.
La réserve des estampes de la Bibliothèque nationale de France conserve plusieurs bois et tirages de ses œuvres.